# Attentat du 3 février 2007 à Bagdad
 (avril 2020).
Si vous disposez d'ouvrages ou d'articles de référence ou si vous connaissez des sites web de qualité traitant du thème abordé ici, merci de compléter l'article en donnant les références utiles à sa vérifiabilité et en les liant à la section « Notes et références ».
L'attentat du 3 février 2007 à Bagdad est un attentat-suicide survenu sur le marché très fréquenté de Sadriyah de Bagdad, en Irak. L'attentat a fait 135 morts et 339 blessés. La bombe, estimée à environ une tonne, a provoqué l'effondrement d'au moins 10 bâtiments et cafés et des étals du marché ont été détruits dans une enclave en grande partie chiite à moins d'un kilomètre du Tigre.

## Déroulement
Selon la police, l'attaquant conduisait un camion transportant de la nourriture lorsque les explosifs ont explosé, détruisant des magasins et des étals qui avaient été installés dans le marché en plein air animé de Sadriyah. Beaucoup de gens cherchaient à acheter de la nourriture avant un couvre-feu prévu pour la soirée. Il est probable que les kamikazes ait prévu cela afin de provoquer un maximum de victimes.

## Bilan
L'attentat a tué au moins 135 personnes et blessé 339 autres personnes, ce qui en fait l'attaque la plus meurtrière depuis les attentats de Sadr City (en) du 23 novembre 2006. L'explosion a été la pire des quatre attaques à la bombe massives des trois semaines précédentes, ciblant toutes des zones chiites denses de Bagdad et d'Al Hilla, y compris une attaque le 22 janvier 2007 dans un autre marché central de Bagdad qui a tué au moins 88 personnes et en a blessé plus de 160. Le même marché a été frappé par une série d'attaques à la voiture piégée le 2 décembre 2006, qui a fait plus de 50 morts. Après l'explosion, l'hôpital le plus proche a été rapidement submergé par les patients touchés par l'explosion. Un responsable du ministère de la Santé a déclaré que le nombre de morts allait probablement augmenter de manière significative. Le ministère irakien de l'Intérieur a estimé qu'environ 1 000 personnes avaient été tuées dans tout l'Irak la semaine précédente en raison de coups de feu, de fusillades et d'attentats à la bombe. 